# Balance of Terror
Balance of Terror is een aflevering van de oorspronkelijke serie van Star Trek. Het is een van de weinige afleveringen die zich geheel aan boord van de Enterprise  afspeelt, een zogenaamde bottle episode. Deze aflevering werd voor het eerst uitgezonden op 15 december 1966 op de Amerikaanse televisiezender NBC.

## Achtergrond
De titel slaat op de Engelse term voor Afschrikkingsevenwicht die tijdens de Koude Oorlog van toepassing was, waarbij twee strijdende partijen tegenover elkaar stonden die allebei in staat waren elkaar te vernietigen waardoor geen van beide een oorlog aandurfde. Dit resulteerde in een wankele vrede.
De aflevering speelt zich af langs de Neutral zone tussen de Romulans en de federatie. Beide partijen hadden een eeuw eerder een bloedige oorlog uitgevochten die resulteerde in een wapenstilstand en een neutrale zone tussen beide gebieden. Tijdens de oorlog en de daarna volgende onderhandelingen was er nooit visueel contact geweest waardoor de mensheid niet wist hoe de Romulans er werkelijk uitzien.
Het script van de aflevering is geïnspireerd op de film The Enemy Below uit 1957 over de strijd tussen een Amerikaans marineschip en een Russische onderzeeër. Dit is duidelijk terug te zien in de situatie waarbij het Romulan schip onzichtbaar is voor de USS Enterprise terwijl de Enterprise zich niet onzichtbaar kan maken en dus beschoten wordt.

## Synopsis
De USS Enterprise bezoekt de controleposten langs de neutrale zone waarbij de bemanning ontdekt dat deze stuk voor stuk vernietigd worden door een onzichtbare vijand. Kirk vermoedt dat de Romulans een oorlog aan het voorbereiden zijn. Er ontstaat een kat-en-muis-spel tussen een onzichtbaar Romulanschip (een Bird of Prey) en de Enterprise.